# Andrea Karg
Andrea Karg (* 8. Mai 1961 in Düsseldorf) ist eine deutsche Designerin und Unternehmerin. Sie gründete 1993 das Modelabel Allude.

## Leben und Wirken
Karg studierte Rechtswissenschaft in München. Nach dem zweiten Staatsexamen gründete sie 1993 das auf Kaschmirwolle-Produkte spezialisierte Modelabel Allude GmbH in München, in dem sie als künstlerische Leiterin tätig ist. Karg und ihr Ehemann, mit dem sie seit 1986 verheiratet ist, fungieren gemeinsam als Geschäftsführer des Unternehmens. Die Firma Allude stellt seit 1993 Kaschmir-Mode für Frauen her, seit 2000 auch für Männer und seit 2004 für Kinder. Ihre Kollektionen werden in Strickereien in Italien und China produziert. 2014 waren die Produkte von Allude in mehr als 30 Ländern erhältlich. 2017 eröffnete Karg in Kitzbühel einen eigenen Laden.
Karg ist mit ihrem Label seit 2009 auf der Berliner Modewoche vertreten. Außerdem zeigte sie 2009 ihre Prêt-à-porter-Frühjahr-/Sommerkollektion 2010 auf der New York Fashion Week. Von 2012 bis 2016 präsentierte sie Prêt-à-porter-Kollektionen auf der Paris Fashion Week. Sie referierte 2015 bei einer von der Zeit ausgerichteten Konferenz zum Modestandort Deutschland und der Berlin Fashion Week.
Karg war Mitglied des Frauenbeirates der Hypovereinsbank und unterstützte von 2012 bis 2018 als Mentorin Unternehmensgründerinnen auf dem Weg in die Selbstständigkeit.

## Veröffentlichungen
- Allude (Hrsg.) mit Berit Grosswendt: Cashmere: Herkunft, Herstellung und Design. Callwey, München 2015, ISBN 978-3-7667-2162-4.